# 松田幸春
松田 幸春（まつだ ゆきはる、1950年2月15日 - ）は、京都府出身（北海道生まれ）の元騎手・調教助手。旧姓は新田。
息子の松田全史は新谷功一厩舎所属の調教助手である。

## 経歴
1966年に馬事公苑騎手養成長期課程を受講し、修了後の1968年4月に栗東・大久保亀冶厩舎にて騎手見習となる。1969年に同厩舎所属騎手としてデビューし、3月2日の京都第1競走4歳未勝利・ローレンズタークスで初騎乗初勝利を挙げた。初年度は14勝を挙げたが、2年目の1970年は6勝にとどまる。3年目となる1971年には29勝を挙げ、阪神4歳牝馬特別でエリモジェニーに騎乗して重賞初制覇を飾る。1972年4月に師匠が亡くなったために大久保石松厩舎へ移籍し、同年の天皇賞（秋）では8番人気パッシングゴールに騎乗して大逃げを打ち、最後に福永洋一騎乗のヤマニンウェーブに交わされたものの、さらに中団から伸びた加賀武見騎乗のカツタイコウの競り合いを制し2着に入る健闘を見せた。12月28日に松田由太郎調教師の娘と結婚して娘婿となり、「松田」姓に改姓した。1973年には新たに開業した大久保正陽厩舎に移籍し、1974年には自己最多の34勝を挙げて全国11位にランクイン。同年2月2日の京都第7競走うぐいす賞・ニッソウセダンで通算100勝を達成。1975年には義父が管理するロングフアストとのコンビでクラシック戦線を沸かせ、東京優駿でカブラヤオー、菊花賞でコクサイプリンスの2着に入った。1976年のスワンステークスでは高橋成忠騎乗のシルバーランドと激しい叩き合いを演じ、同馬にとって1年3ヶ月半ぶりの勝利と唯一の重賞制覇に導いた。直線の叩き合いを実況していた杉本清（当時・関西テレビアナウンサー）は「さあ、シゲちゃんが叩く！松田が追う！松田が追う！」と伝えた。同年に義父の厩舎に移籍し、同厩舎の主戦騎手となった。この間、ディアマンテで第1回エリザベス女王杯、リニアクインで優駿牝馬を勝つなど、中堅騎手として活躍した。1978年9月16日の札幌第6競走摩周ステークスではミスマルミチ産駒のニッソウシャークで200勝、1984年6月23日の札幌第2競走4歳未勝利・ダイゼンオーで300勝を達成。1984年にはローラーキングで札幌記念をサンオーイをクビ差抑えて制し、函館記念ではウインザーノット・ヤマノシラギクの3着に入った。1987年にアイルランドの研修生として日本人騎手では初めて海外での騎乗を経験し、1988年にはエリザベス女王杯で6番人気のミヤマポピーに騎乗。圧倒的な1番人気のシヨノロマンをハナ差退け、健在振りを示した。1990年に義父が定年退職を迎えてフリーとなったが、騎乗機会も減少し、1992年2月23日限りで現役を引退。当日は小倉で騎乗し、第1競走4歳以上400万下で12頭中11番人気のピットヒメを勝利に導き、第2競走4歳未勝利・ハンタータイム（16頭中13着）が最終騎乗となった。引退後は調教助手に転じ、伊藤修司厩舎や鮫島一歩厩舎で活躍馬を手がけた。2011年1月退職。
現在はポータルサイト「競馬ラボ」でコラム「松田幸春の辛口競馬ジャッジ」を執筆している。

## 騎手通算成績
| 通算成績 | 1着 | 2着 | 3着 | 4着以下 | 騎乗回数 | 勝率 | 連対率 |
| -------- | --- | --- | --- | ------- | -------- | ---- | ------ |
| 平地     | 377 | 378 | 341 | 2,812   | 3,908    | .097 | .193   |
| 障害     | 0   | 0   | 0   | 6       | 6        | .000 | .000   |
| 計       | 377 | 378 | 341 | 2818    | 3914     | .096 | .193   |

### 主な騎乗馬
※太字は旧八大競走を含むGIレース。
- エリモジェニー（1971年阪神4歳牝馬特別）
- エリモシルバー（1971年CBC賞）
- パッシングゴール（1972年新潟記念・関屋記念）
- エリモカップ（1973年函館記念）
- エリモマーチス（1974年札幌記念）
- ロングホーク（1976年日本経済新春杯・サンケイ大阪杯）
- ロングフアスト（1976年スワンステークス）
- ディアマンテ（1976年エリザベス女王杯）
- リニアクイン（1977年優駿牝馬、1978年金杯 (西)）
- ヒロブエ（1979年アラブ大賞典 (春)）
- ヤマノシラギク（1983年京都大賞典）
- ローラーキング（1984年札幌記念）
- ミヤマポピー（1988年エリザベス女王杯）

その他
- エリモジョージ
- メジロモンスニー